# Герб Владивостока
Герб Владивостока — официальный символ города Владивосток. Впервые принят в 1883 году, нынешний вариант — 25 ноября 2014 года. Включён в Государственный геральдический регистр Российской Федерации под №984.

## Описание
Геральдическое описание (блазон) гласит:
В зеленом поле щита золотой тигр с червлеными глазами и языком, идущий по скалистому серебряному склону вправо, подняв переднюю правую лапу.

## История

### 1883 год
Первый герб города Владивостока был разработан архитектором Ю. Э. Рего в 1881 году. Автор поместил в геральдический «французский щит» зелёного цвета изображение золотого тигра, с червлёными глазами и языком, обращённого в правую сторону. В вольной части справа — герб Приморской области. Щит украшен золотою башенной короной с тремя зубцами, за щитом два перекрещивающихся золотых якоря, обвитых Александровской лентой. Александр III утвердил этот вариант герба 28 марта (16 марта по старому стилю) 1883 года.

### Советское время
В 1971 исполком городского совета утвердил новый вариант герба в целом напоминающий предыдущий вариант, но в зубцы башенной короны были вписаны серп и молот. В верхней части щита изображение фигуры знаменосца — основной фигуры памятника «Борцам за власть Советов на Дальнем Востоке». Якоря перевиты гвардейской лентой.

### Новое время
24 июня 1992 года решением № 290 Владивостокского городского Совета народных депутатов (Малым Советом) был восстановлен образец, утверждённый Александром III, однако в него было внесено два изменения: был исключён герб Приморской области, которая больше не существовала, а тигр стал более похожим на настоящего.

Версия 2001 года

Новый вариант герба был принят решением думы города Владивостока № 42 от 1 ноября 2001 года. В окончательном варианте исчезли все внешние элементы за пределами щита (якоря, башенная корона и лента). Согласно этому постановлению геральдическое описание герба муниципального образования город Владивосток гласит:
В зелёном поле щита золотой тигр с червлёными (красными) глазами и языком, идущий по скалистому серебряному склону вправо, подняв переднюю правую лапу.
Несмотря на то, что в официальном описании герба отсутствовали внешние обрамления (якоря, корона и орденская лента), фактически же использовалась версия именно с ними, то есть продолжал использоваться герб, утвержденный в 1992 г. При этом в Государственный геральдический регистр РФ за номером 984 (решением Геральдического Совета при Президенте РФ от 16.04.2002 г.) был внесен вариант герба без внешних украшений.
Еще в 2008 году прокуратура города потребовала прекратить использование администрацией города герба с короной и якорями, так как в официальных документах утвержденный герб не имел внешних украшений. Городские власти решили узаконить исторический герб с короной, якорями и лентой, но получили отрицательный отзыв от Геральдического совета при Президенте РФ, который признал этот вариант не соответствующим современным требованиям.

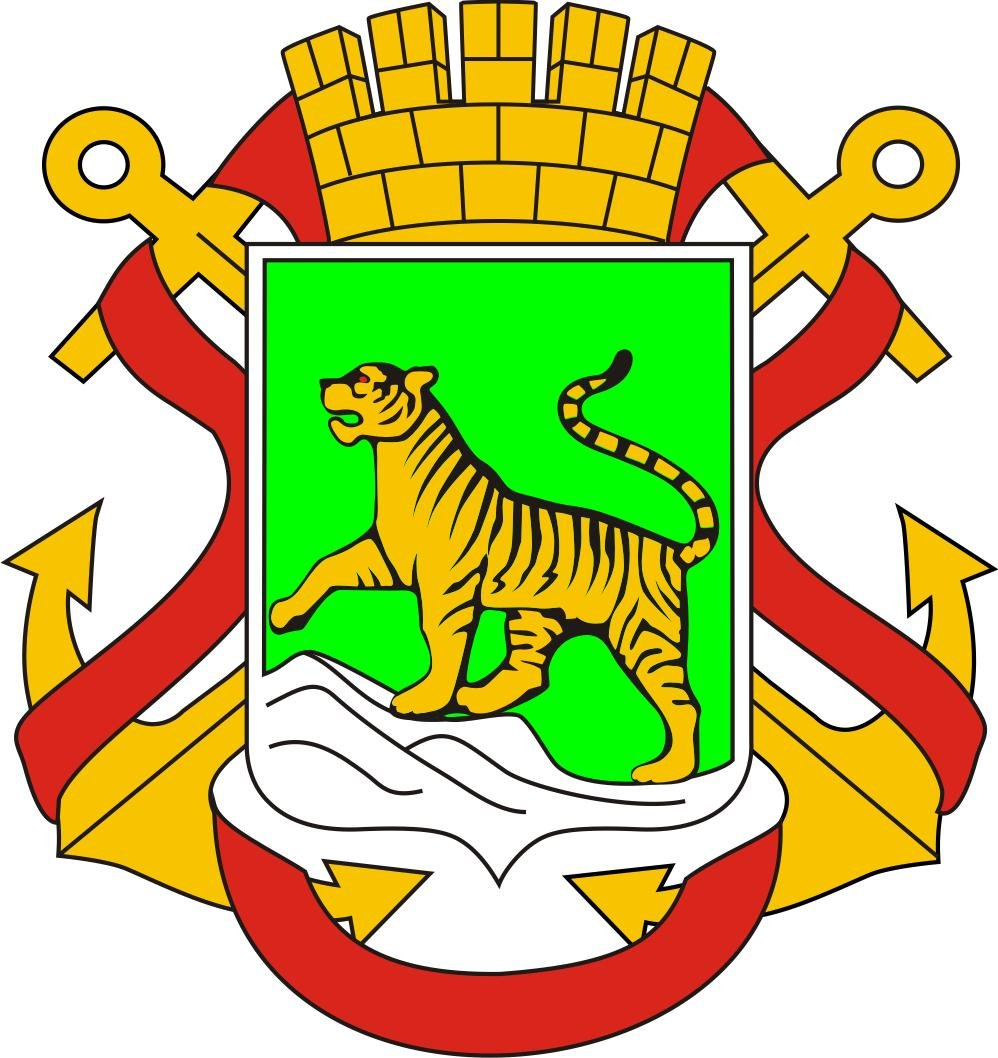
Версия 2012 года

29 августа 2012 года Дума Владивостока утвердила новые флаг и герб. Геральдический совет при Президенте Российской Федерации отказал флагу в регистрации и 26 декабря 2012 года на заседании Геральдического Совета герб Владивостока был исключен из Государственного геральдического регистра Российской Федерации из-за неправомерно внесенных депутатами поправок в рисунок герба (якорей и орденской ленты).
25 декабря 2014 года глава города Игорь Пушкарёв утвердил изменения герба, приводящие его в соответствие с геральдическими требованиями, после чего герб был внесён в Государственный геральдический регистр.
В начале 2018 года, в середине февраля, депутаты городской Думы рассмотрели предложение по изменению герба Владивостока, с ним выступил графический дизайнер Виктор Хмелик. Однако на заседании комитета озвучили выдержку из письма Геральдического совета при президенте РФ от 2015 года, в которой отмечалось, что частое внесение изменений в герб Владивостока — не целесообразно. По итогам обсуждения члены комитета по местному самоуправлению, правопорядку и законности решили отложить рассмотрение этого вопроса, вернувшись к нему не раньше осени.

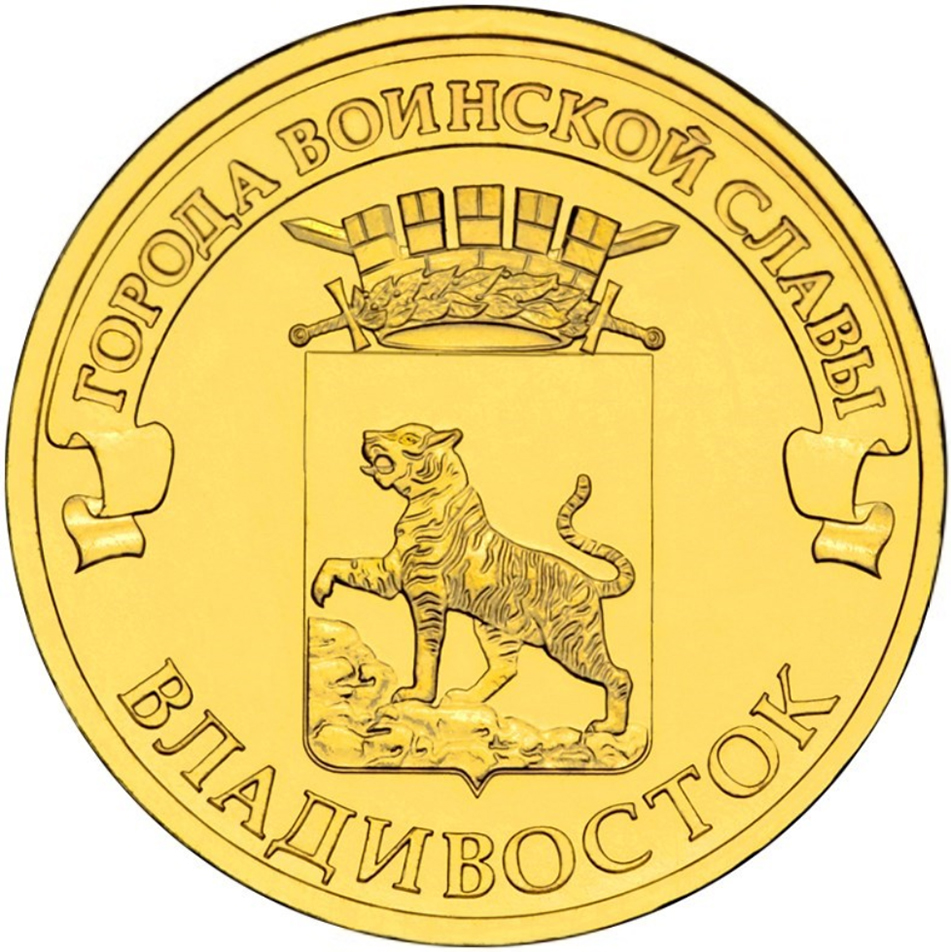
Памятная монета
10 рублей (2014)

В сентябре 2013 года Центральным банком Российской Федерации была выпущена памятная монета серии «Города воинской славы», посвящённая Владивостоку, на которой герб города был изображён с двумя положенными накрест мечами за муниципальной короной. Такое геральдическое отличие предложено[кем?] для всех городов воинской славы.